# Pere Puigdomènech i Rosell
Pere Puigdomènech i Rosell (Barcelona, 1948) és un físic català. És professor d'investigació al Consell Superior d'Investigacions Científiques (CSIC) i director del Centre d'Investigació en Agrigenòmica (CRAG). Especialitzat en biologia molecular de plantes, és un expert en el camp de la seguretat en el consum de vegetals transgènics. Llicenciat en Física per la Universitat de Barcelona, és doctor en Ciències per la Universitat de Montpellier i en Biologia per la Universitat Autònoma de Barcelona. És autor de nombrosos articles de divulgació científica per a diversos diaris i revistes nacionals i internacionals. És membre del Grup Europeu d'Ètica de les Ciències i les Noves Tecnologies i de la Comissió Nacional de Bioseguretat i presideix el Comitè d'Ètica del CSIC. Va rebre la Medalla Narcís Monturiol de la Generalitat de Catalunya (1992) i el Premi de la Fundació Catalana per la Recerca (2000).

## Trajectòria
El 1970 es llicencià en ciències físiques a la Universitat de Barcelona, el 1974 es doctorà en química física a la universitat de Montpeller mercè un treball al CNRS i el 1975 en biologia a la Universitat Autònoma de Barcelona. El 1975 va fer un postgrau al laboratori de biofísica a l'Institut Politècnic de Portsmouth (Gran Bretanya) i el 1976 a l'Institut Max Planck de Genètica Molecular (Berlín), becat per la Fundació Juan March. De 1977 a 1979 fou professor adjunt de bioquímica a la Universitat Autònoma de Barcelona i de 1988 a 1990 d'"expressió genètica en plantes" del doctorat en genètica a la Universitat de Barcelona.
S'ha especialitzat en aspectes biofísics de l'estructura de les proteïnes i en biologia molecular de les plantes. De 1986 a 1992 fou vicedirector, i de 1992 a 1998 director del Centre d'Investigació i Desenvolupament de Barcelona del CSIC. De 1988 a 2003 fou director de l'Institut de Biologia Molecular de Barcelona, adscrit al CSIC, i del 2003 al 2013 ho fou del Centre de Recerca en Agrigenòmica (CRAG), consorci format pel CSIC, l'Institut de Recerca i Tecnologia Agroalimentàries (IRTA), la UAB i la UB. En la seva etapa al CRAG, coordinà el Projecte Melonomics (per a desenvolupar eines genòmiques en cucurbitàcies per a la millora dels conreus).
És membre de l'Institut d'Estudis Catalans, de l'Organització Europea de Biologia Molecular i de l'Acadèmia Europea, membre estranger de l'Académie d'Agriculture de France i president de la Societat Catalana de Biologia (2000-2003). Ha estat membre de comitès científics consultius de la Unió Europea i del Grup Europeu d'Ètica de les Ciències i les Noves Tecnologies.
El 1992 va rebre la Medalla Narcís Monturiol al mèrit científic i tecnològic de la Generalitat de Catalunya i el 2000 el Premi de la Fundació Catalana per a la Recerca. També col·labora organitzant cursos al Museu de la Ciència de Barcelona i escriu articles a El Periódico de Catalunya.

## Obres
Ha publicat nombrosos articles a revistes especialitzades, sol o en col·laboració, entre ells:
- La estructura de genes de plantas. M.P. Vallés & P. Puigdomènech. En "Avances en Ingeniería Genética", col. Nuevas Tendencias. M. Vicente ed. CSIC, Madrid (1994) pp. 283-298
- La introducció de la biologia molecular en la pràctica clínica: una eina de futur i una nova responsabilitat. P. Puigdomènech. En ‘L'Hospital de Bellvitge: 25 anys'. pp. 200-201. Barcelona. 1997.
- Genome fluidity. The case of plants. J. Casacuberta & P. Puigdomènech. Contributions to Science. (2000) 1, 313-322.